# Grupa „a.r.”
grupa „a.r.” (artyści rewolucyjni, awangarda rzeczywista) – polska awangardowa grupa artystyczna powstała w 1929 roku z inicjatywy Władysława Strzemińskiego, Katarzyny Kobro i Henryka Stażewskiego; z inicjatywy tych samych artystów w 1931 roku w Łodzi powstała Międzynarodowa Kolekcja Sztuki Nowoczesnej.
Była jedną z najbardziej aktywnych i radykalnych grup awangardy w Polsce okresu międzywojennego. Ugrupowanie skupiało artystów plastyków – byłych członków „Bloku” i „Praesensu” (Strzemiński, Kobro, Stażewski) i za namową Strzemińskiego poetów z kręgu „Zwrotnicy” (Julian Przyboś i Jan Brzękowski). Przypuszcza się, że należał do niego również Karol Hiller.
W zamyśle założycieli grupa „a.r.” miała stać się ugrupowaniem alternatywnym wobec „Praesensu”, a w jej działalności łączyły się poezja, plastyka i architektura. Głównym celem artystów rewolucyjnych było rozwijanie sztuki nowoczesnej, a następnie wprowadzanie opracowanych rozwiązań i zasad do rzeczywistości. 
Aktywność grupy „a.r.” polegała na pracy organizacyjnej, wystąpieniach oraz wydawaniu publikacji. Członkowie grupy propagowali idee nowej sztuki przede wszystkim za pomocą „Komunikatów" oraz serii wydawniczej „Biblioteka a.r.”. Pierwszy „Komunikat", wydrukowany dwustronnie na pojedynczym kartonie i zawierający krótkie hasła będące postulatami ugrupowania, ukazał się w marcu 1930 roku przy okazji wydania tomiku poezji Juliana Przybosia „Z ponad". Drugi „Komunikat" wydano w grudniu 1932 roku. Składał się z czterostronicowej ulotki w dużym formacie, zawierał artykuły dotyczące masowości sztuki i jej społecznego oddziaływania.
W ramach „Biblioteki a.r.” pojawiło się siedem tomów; z powodu trudności finansowych nie udało się zrealizować zamierzeń twórców, by ukazały się w niej również tłumaczenia z zakresu teorii sztuki XX wieku. W serii wydano następujące pozycje:
- Julian Przyboś, Z ponad, układ graficzny Władysław Strzemiński, 1930
- Katarzyna Kobro, Władysław Strzemiński, Kompozycja przestrzeni. Obliczenia rytmu czasoprzestrzennego, 1931
- Julian Przyboś, W głąb lasu, 1932
- Jan Brzękowski, W drugiej osobie, rysunki Jean Arp, 1933
- Jan Brzękowski, Poezja integralna, 1933
- Władysław Strzeminski, Druk funkcjonalny, 1935
- Jan Brzękowski, Zaciśnięte dookoła ust, ilustracje Max Ernst, 1936

Drugą inicjatywą „a.r.” była Międzynarodowa Kolekcja Sztuki Nowoczesnej. Dzięki staraniom Strzemińskiego utworzono, w Miejskim Muzeum Historii i Sztuki im. Juliana i Kazimierza Bartoszewiczów w Łodzi (od 1950 Muzeum Sztuki w Łodzi), dział sztuki współczesnej. Grupa „a.r.” zajęła się pozyskiwaniem eksponatów. W lutym 1931 roku podpisano umowę między Zarządem Miejskim Łodzi a grupą „a.r.”, na podstawie której przekazano Muzeum kolekcję w depozyt i udostępniono zwiedzającym. Początkowo składała się z 21 obrazów, w tym 10 obcych. Po roku, w wydanym ilustrowanym katalogu, wymienia się już 75 pozycji 44 artystów, w tym 29 obcych i 15 polskich. W tym czasie kolekcja ta była drugą w Europie po hanowerskiej, pod względem znaczenia i wielkości. Grupa a.r. utrzymywała kontakty z paryską grupą Abstraction-Création, której wystawa miała odbyć się w latach trzydziestych w Warszawie oraz w Łodzi. Ze względów finansowych oraz organizacyjnych nie udało się jednak planów tych sfinalizować. 
W Polsce członkowie a.r. utrzymywali głównie kontakt z organami awangardy literackiej "Europa" i "Linia".